# كاتي شيروود
كاتي شيروود (بالإنجليزية: Katie Sherwood) هي لاعبة كرة قدم بريطانية، ولدت في 5 يناير 1986 في كارديف في المملكة المتحدة. شاركت مع منتخب ويلز لكرة القدم للسيدات. أما مع النوادي، فقد لعبت مع Gwalia United F.C. ‏.

## وصلات خارجية
- كاتي شيروود على موقع الاتحاد الأوربي (الإنجليزية)
- كاتي شيروود على موقع قاعدة بيانات كرة القدم.إي يو (الإنجليزية)